# 優素福·查希德
優素福·查希德（阿拉伯语：‎；1975年9月18日—），於2016年至2020年擔任突尼西亞總理。

## 生平

### 教育和事業
優素福·查希德1975年出生於突尼西亞，1998年畢業於突尼西亞國家農業學院，成為一名農業工程師。隨後，他加入了法國國家農學研究所巴黎格林農學院。他於1999年畢業，在Jean-Christophe Bureau的指導下獲得環境經濟學和資源學研究生文憑（DEA），並於2003年獲得農業經濟學博士學位。他的DEA的題目是“衡量農產品關稅削减對福利的影響：貿易限制指數（TRI）在歐盟經濟中的應用”，他的博士論文是“衡量農業貿易自由化對貿易和福利的影響”。
2009年之前，他在法國高等農業學院和其他國家擔任農業經濟學客座教授。他能流利地講阿拉伯語、法語、英語和義大利語。

### 突尼西亞總理
2016年8月6日，在突尼西亞總理哈比蔔·埃希德在議會以壓倒性多數失去信任投票後，查希德被突尼斯呼声提名接替埃希德擔任總理。2016年8月26日，突尼斯人民代表大會以194票贊成167票通過了他的政府，因此由突尼斯總統贝吉·凯德·埃塞卜西任命。
2019年，查希德政府在2019年突尼斯爆炸案後禁止了布林卡。同年，查希德宣佈參加突尼西亞總統競選。

### 緊縮
2018年抗議活動爆發，是對1月1日生效的新通過的《金融法》的反應，該法提高了汽油、電話卡、住房、互聯網使用、酒店客房和水果蔬菜等食品的稅收。化妝品和一些農產品的關稅也提高了。左翼反對黨聯盟“人民陣線”呼籲繼續抗議政府“不公正”的緊縮措施，突尼斯總理優素福·查希德則譴責暴力並呼籲冷靜，聲稱他和他的政府認為2018年“將是突尼斯人最後一個艱難的一年”。